# Маргарита дьо Вилардуен
Маргарита дьо Вилардуен (на френски: Marguerite de Villehardouin; * 1266, † февруари 1315) е френска благородничка, претендентка за Ахейското княжество в началото на XIV век.

## Произход
Тя е втората дъщеря на Гийом II дьо Вилардуен († 1278), княз на Ахая, и на третата му съпруга Анна Комнина Дукина († 1286). Нейни дядо и баба по бащина линия са Жофроа I дьо Вилардуен и Елизабет дьо Шап, а по майчина – деспотът на Епир Михаил II Комнин и Теодора Петралифина. Има една сестра:
- Изабела дьо Вилардуен (* ок. 1260/1283, † 1312), княгиня на Ахая и Мореа (1289 – 1307), кралица на Сардиния, титулярна херцогиня на Торес (1271 – 1277), титулярна кралица на Солун (1274 –1277) и господарка на Пиемонт (1301 – 1312), съпруга на Филип Анжуйски, Флоренц д'Ено/Хегенау и Филип I Савойски-Ахая.

## Биография
Около 1276 г. баща ѝ ѝ дава като зестра 2/3 от Баронство Матегрифон/Акова, важен феод в Аркадия. След смъртта му през 1278 г., тъй като той няма синове, съгласно Договора от Витербо (от 24 и 27 май 1267 г.), княжеската титла преминава към краля на Сицилия Шарл Анжуйски, тъст на по-голямата сестра на Маргарита Изабела. Тяхната майка Анна запазва само патримониалното владение на Вилардуените – Баронство Каламата и крепостта Хлемуци, но е принудена да се откаже от тях през 1282 г. в замяна на земи другаде в Месения. Маргарита остава под настойничеството на майка си до смъртта ѝ на 4 януари 1286 г.
Тя се омъжва през 1294 г. за Иснар дьо Сабран, син на важен феодал на Неаполитанското кралство – Ерменго дьо Сабран, граф на Ансуи. Мъжът ѝ умира през 1297 г., оставяйки ѝ две дъщери.
През 1299 г. тя се омъжва повторно за графа на Кефалония и Закинтос Рикардо I Орсини, който е над 60-годишен. След това той заема важни функции в ръководството на княжеството. След смъртта на Рикардо през 1304 г. влиза в конфликт със сина на съпруга си и наследник, Джакомо I Орсини, за неговото наследство.
През 1304 г. тя иска от своя девер, княз Филип I Савойски-Ахая, 1/5 от Ахейското княжество, защото смята, че има право над него като наследница на Гийом дьо Вилардуен. Молбата ѝ е отхвърлена. Тя повтаря искането си, този път за цялото княжество, след смъртта на сестра си Изабела през 1312 г. Искът на Маргарет се основава на нейното тълкуване на Договора от Витербо, който предвижда създаването на такъв феод, но само за мъжки потомък на баща ѝ Гийом II. По-късен документ от 1344 г. също твърди, че Гийом е включил в завещанието си уговорката, че Маргарита ще наследи сестра си, ако последната умре бездетна, но Изабела има две дъщери. Освен това, когато Шарл Анжуйски дава княжеството на Изабела през 1289 г., той изрично ограничава нейните наследници до нейните собствени потомци. Правата на Маргарита върху Ахея са повече от съмнителни и претенциите ѝ отново са пренебрегнати от сюзерена на княжеството, Филип от Таранто, в полза на нейната племенница Матилда от Хегенау и нейния съпруг Лудвиг Бургундски.
За да получи подкрепа за твърденията си, през февруари 1314 г. Маргарита посещава Сицилия, за да омъжи единствената си дъщеря Изабела дьо Сабран за инфанта Фернандо Майоркски, който като принц без земя иска да претендира за княжеската титла на Ахея. Той бързо се влюбва в Изабела – описана от каталонския хроникьор Рамон Мунтанер като „най-красивото създание, което човек може да види“ и „най-мъдрата дама на света“, и сватбата се отпразнува в Месина на 14 февруари 1314 г. с голяма помпозност. Маргарита им предава титлите и претенциите си.
Тя се завръща в Ахея през лятото на 1314 г., където е обаче е заловена от барони, благосклонни към партията на нейната племенница – анжуйският бали Никола льо Мор, Джакомо Орсини и епископът на Олена. Тя е затворена в замъка Хлемуци, където умира през февруари или март 1315 г. Зет ѝ Фернандо нахлува в Ахея и се опитва да изиска княжеството от Лудвиг Бургундски, но въпреки първоначалния успех пада в битката при Манолада през юли 1316 г. и останките от майоркската армия се оттеглят скоро след това.

## Брак и потомство
Омъжва се два пъти:
∞ 1. за Иснар дьо Сабран (* 1275, Франция, † 1297, Катания, Сицилианско кралство), син на Ерменго дьо Сабран, господар на Ансуи, и Лодюн д'Алб дьо Ромартин, от когото има две дъщери:
- Изабела дьо Сабран (* 1297, † 7 май 1315, Катания), господарка на Ансуи и на Матагрифон, княгиня на Ахая, чрез брак инфанта на Майорка; ∞ 14 февруари 1314 в Месина за Фернандо Майоркски (* 1278, † 5 юли 1316), инфант на Майорка, виконт на Омелас, син на Хайме II, крал на Майорка, и на Ескларамунда дьо Фоа, от когото има един син – Хайме III, крал на Майорка
- Маргарита дьо Сабран

∞ 2. за Рикардо I Орсини († 1304), маркграф на Кефалония и Закинтос (1259 – 1304), син на Майо II Орсини, от когото няма деца